# Limassolla dostali
Limassolla dostali är en insektsart som beskrevs av Irena Dworakowska och Lauterer 1975. Limassolla dostali ingår i släktet Limassolla och familjen dvärgstritar. Inga underarter finns listade i Catalogue of Life.